# Route nationale 127 (Italie)
Pour les articles homonymes, voir Route nationale 127 (homonymie).
La route nationale 127 (SS 127, Strada statale 127 ou Strada statale "Settentrionale Sarda") est une route nationale d'Italie, située en Sardaigne, elle relie Olbia à Sassari sur une longueur de 130,058 km.

## Parcours

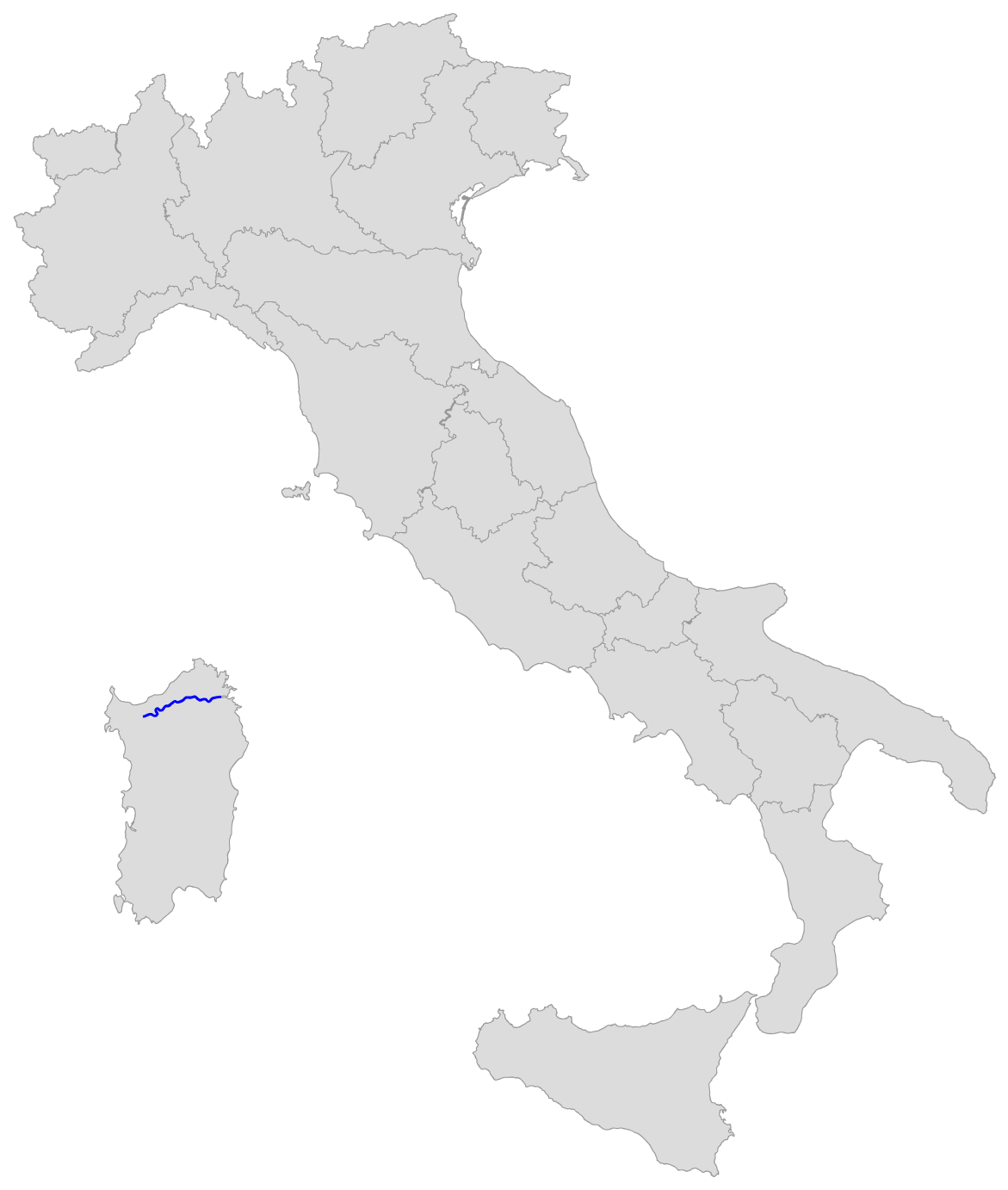
Parcours de la SS 127.